# Affaire Teigin

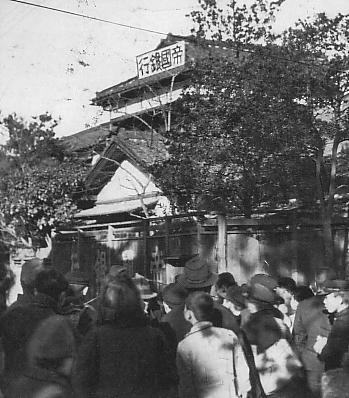
Site de l'incident de la banque Teikoku.

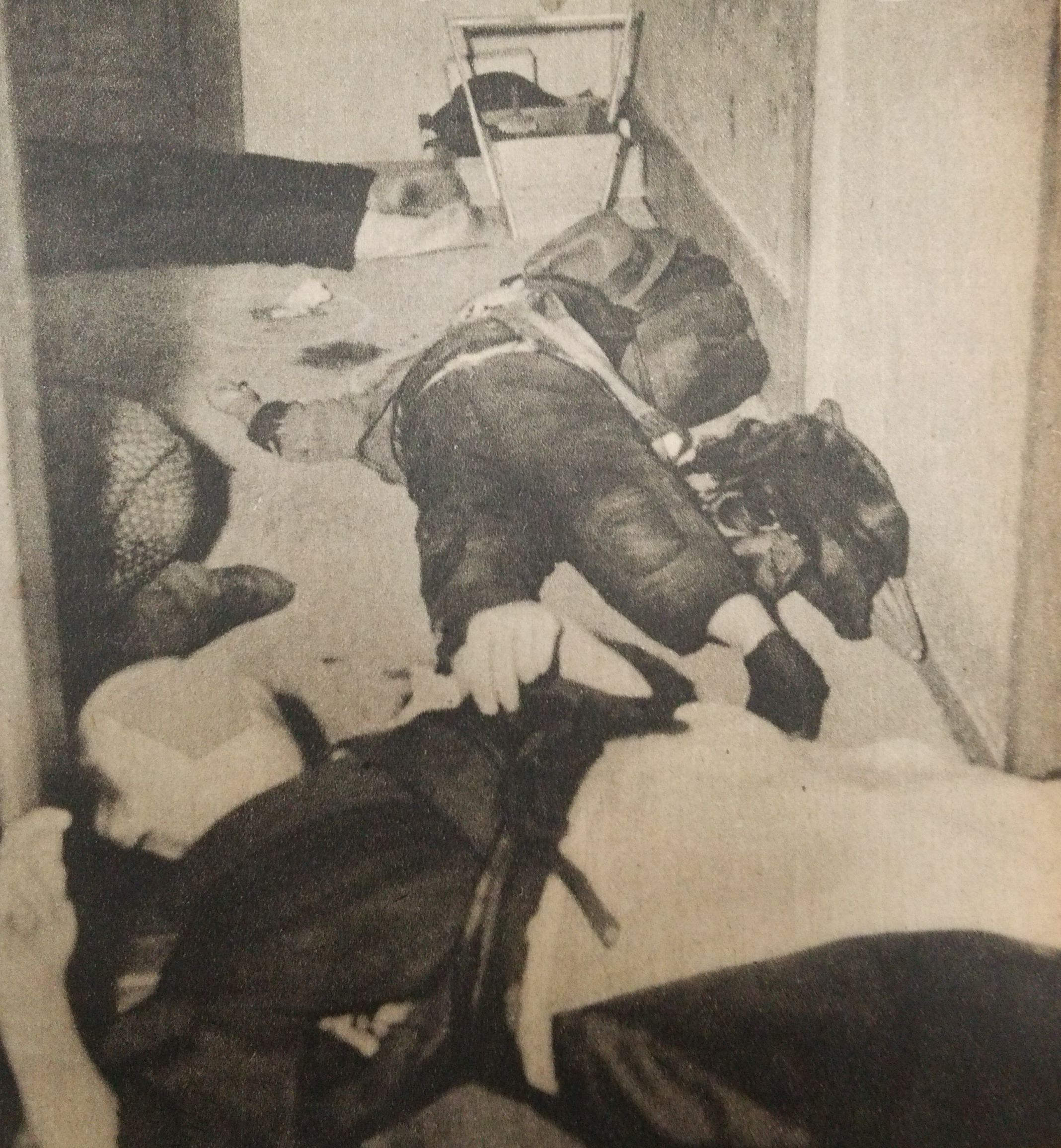
Victimes de l'incident Teigin.

L'affaire Teigin (帝銀事件, Teigin Jiken, « incident Teigin ») est une affaire criminelle japonaise concernant un braquage de banque survenu le 26 janvier 1948 et ayant entraîné la mort par empoisonnement de douze personnes. Un suspect fut arrêté, Sadamichi Hirasawa, mais sa culpabilité fait toujours débat et l'affaire reste encore entourée de nombreux mystères.

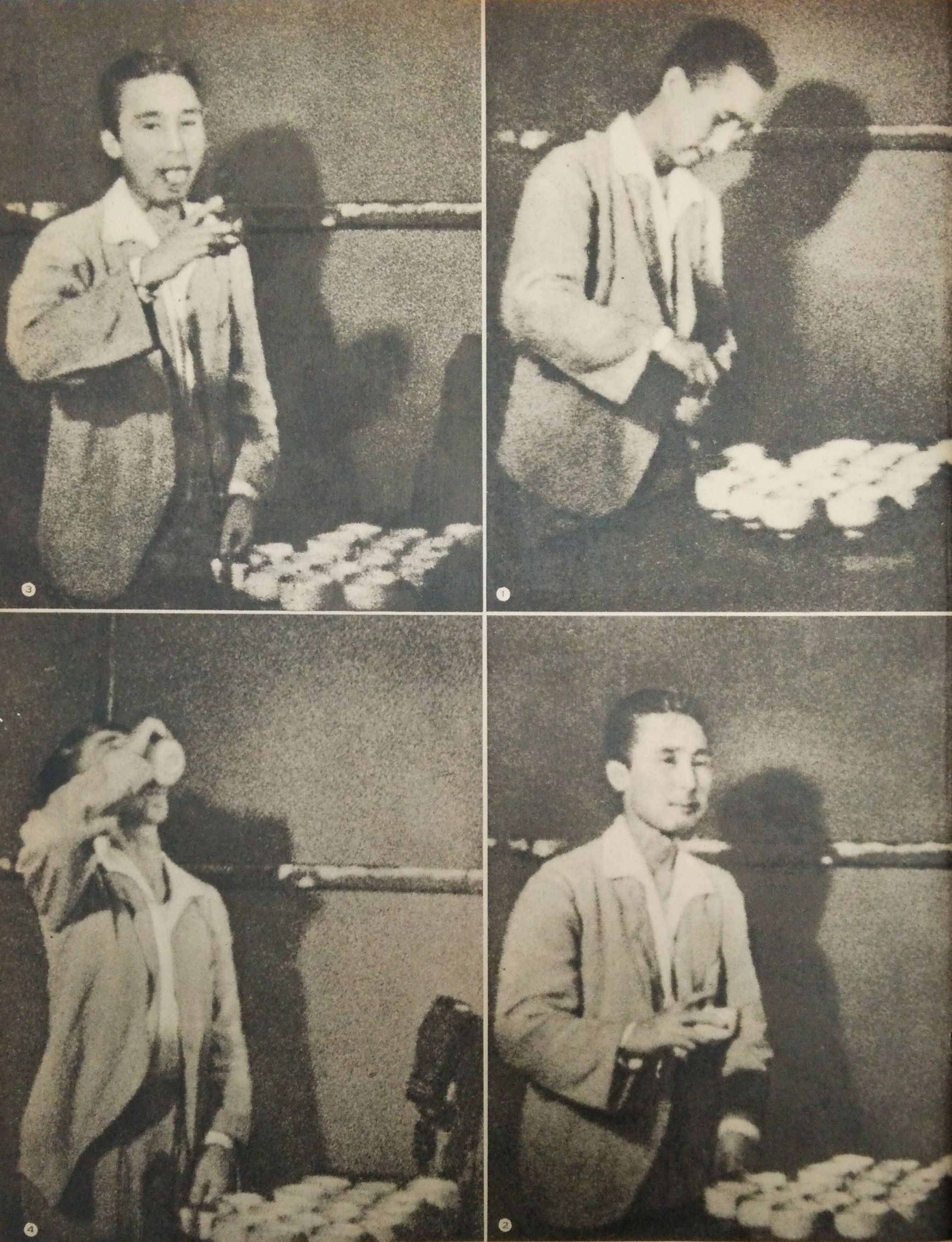
Reconstitution de la scène du crime par le suspect Sadamichi Hirasawa.

## Déroulement
Le 26 janvier 1948, un homme se prétendant épidémiologiste arrive dans une filiale de la banque Teikoku (alias Teigin) à Shiinamachi dans l'arrondissement spécial de Toshima à Tokyo, juste avant la fermeture. Il explique être un fonctionnaire de la santé publique envoyé par les autorités d'occupation américaines afin de vacciner le personnel contre une récente épidémie de dysenterie. Il donne aux seize personnes présentes un comprimé et quelques gouttes de liquide. Les personnes boivent ce liquide qui est en fait une solution au cyanure. Lorsqu'elles sont toutes touchées d'incapacité, le faux épidémiologiste ramasse tout l'argent qu'il trouve, 164 410 yens en espèces et 17 450 yens en chèques qui seront encaissés le lendemain. Dix des victimes meurent sur place (dont l'une est l'enfant d'un employé) et les deux autres meurent à l'hôpital.

## Dans la fiction
Dans le manga Inspecteur Kurokôchi, l'affaire Teigin est citée comme l'un des incidents criminels dans lequel le gouvernement est impliqué et qui ne peut ainsi pas être résolu car cela ébranlerait la crédibilité du pouvoir étatique.

## Source de la traduction
- (jp) Cet article est partiellement ou en totalité issu de l’article de Wikipédia en japonais intitulé « 帝銀事件 » (voir la liste des auteurs).